# 国道250号

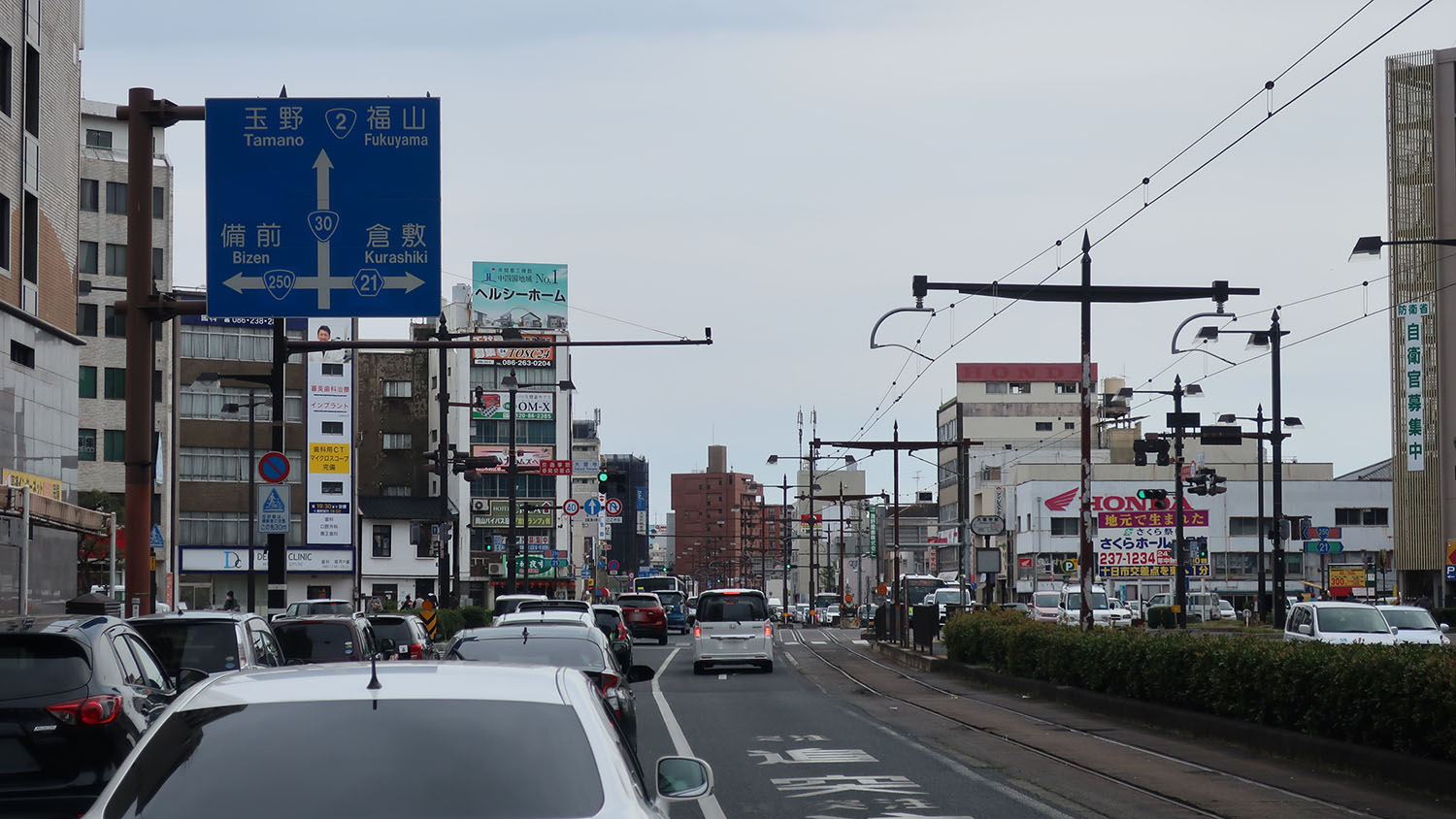
国道250号 終点
岡山県岡山市北区 大雲寺交差点

国道250号（こくどう250ごう）は、兵庫県神戸市長田区から明石市を経由して、岡山県岡山市北区に至る一般国道である。

## 概要
兵庫県と岡山県南部の瀬戸内海沿いを走る道路で、山間部を走る国道2号に対して浜国道（浜国）、明石市から高砂市の区間は明姫幹線、旧道の兵庫県道718号明石高砂線は「浜国道」、岡山県岡山市東区浅川から終点までは旧国道2号を引き継いだ区間で「旧2号線」など、それぞれ俗称される。関西圏唯一の200番台国道である。

### 路線データ
一般国道の路線を指定する政令に基づく起終点および重要な経過地は次のとおり。
- 起点：神戸市（長田区、東尻池交差点 = 国道2号上、国道28号交点）
- 終点：岡山市（北区、大雲寺交差点 = 国道30号・国道53号・国道180号・岡山県道21号岡山児島線・岡山県道162号岡山倉敷線起点）
- 重要な経過地：明石市、加古川市（尾上町養田　尾上町安田）、高砂市（曽根町）、姫路市（飾磨区宮）、兵庫県揖保郡御津町[注釈 2]、相生市（旭四丁目）、赤穂市（坂越）、備前市
- 総延長 : 126.8 km（兵庫県 89.1 km、岡山県 22.5 km、岡山市 15.2 km）重用延長を含む。[2][注釈 3]
- 重用延長 : 11.6 km（兵庫県 6.3 km、岡山県 5.3 km、岡山市 - km）[2][注釈 3]
- 未供用延長 : なし[2][注釈 3]
- 実延長 : 115.2 km（兵庫県 82.8 km、岡山県 17.2 km、岡山市 15.2 km）[2][注釈 3]
  - 現道 : 113.2 km（兵庫県 80.8 km、岡山県 17.2 km、岡山市 15.2 km）[2][注釈 3]
  - 旧道 : 0.0 km（兵庫県 0.0 km、岡山県 - km、岡山市 - km）[2][注釈 3]
  - 新道 : 2.0 km（兵庫県 2.0 km、岡山県 - km、岡山市 - km）[2][注釈 3]
- 指定区間：国道2号と重複する区間（兵庫県神戸市長田区・東尻池交差点（起点） - 明石市・小久保交差点、高砂市・中筋交差点 - 高砂西ランプ、岡山県備前市・伊部東交差点 - 岡山市東区・浅川ランプ）[3]。以下の区間を除く。
  - 明石市立石一丁目4番1・和坂交差点 - 明石市小久保二丁目1番39・小久保交差点（第二神明道路と並行する区間）

## 歴史
- 1956年（昭和31年）7月10日 - 二級国道250号神戸赤穂岡山線（兵庫県神戸市 - 岡山県岡山市）として指定。
- 1965年（昭和40年）4月1日 - 一般国道250号となる。
- 1971年（昭和46年）7月18日 - 高取峠で集中豪雨により土砂崩れが発生。観光バスなど4台が巻き込まれて転落して3人死亡、49人負傷[4]。
- 2009年（平成21年）9月26日 - 飾磨バイパス（全長3.0 km）が開通。
- 2015年（平成27年）3月31日 - 飾磨バイパスに並行する旧道区間のうち、市川左岸の区間が国道の指定を外れる（兵庫県告示276号）。

## 路線状況

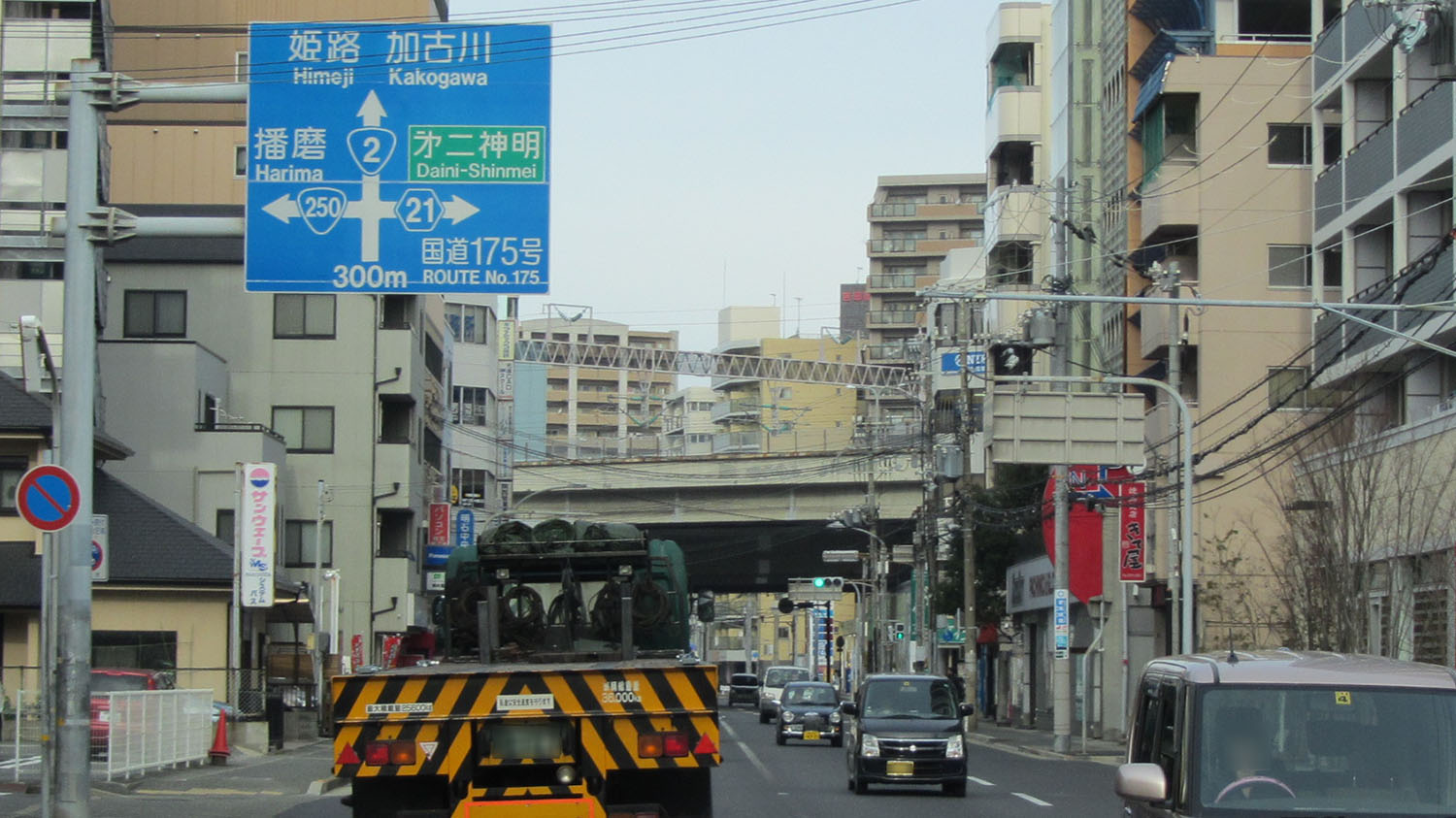
国道2号（重複区間）との分岐
兵庫県明石市 小久保交差点付近

国宝姫路城のある姫路市やペーロン祭が有名な相生市、それに赤穂浪士や日本の名水100選に選ばれた千種川が南流する赤穂市など、有名な都市を通る。姫路市西部からたつの市（旧御津町）を経て相生市まで、「七曲り」の海岸を経て室津の古い町並をかすめる。
たつの市御津町（岩見交差点）から相生市（ポート公園前交差点）までの区間は、海岸線に沿って走るのでカーブが多い上に高低差も大きく、ヘアピンカーブが数箇所存在する。

### 愛称
- 兵庫県
  - 明姫幹線（明姫グリーンロード）（明石市・小久保交差点 - 高砂市・高砂西IC付近）
  - はりまシーサイドライン（たつの市・岩見交差点 - 相生市・工和橋北交差点）
- 岡山県
  - 東山通り（岡山市）

### 重複区間
- 国道28号（兵庫県神戸市長田区東尻池町3丁目・東尻池交差点（起点） - 明石市大蔵海岸通1丁目・狩口交差点）
- 国道2号（兵庫県神戸市長田区東尻池町3丁目・東尻池交差点（起点） - 明石市小久保2丁目・小久保交差点）
- 国道2号（兵庫県高砂市中筋2丁目・中筋交差点 - 高砂市中筋1丁目・高砂西ランプ）
- 国道2号（岡山県備前市伊部・伊部東交差点 - 岡山市東区浅川・浅川ランプ）

### 道路施設

#### 橋梁
- 兵庫県
  - 湊川大橋（新湊川、神戸市長田区、国道2号重複区間内）
  - 天神橋（山陽本線（JR神戸線）、神戸市須磨区、国道2号重複区間内）
  - 菅公橋（山陽本線（JR神戸線）、神戸市垂水区、国道2号重複区間内）
  - 福田橋（福田川、神戸市垂水区、国道2号重複区間内）
  - 朝霧橋（朝霧川、明石市、国道2号重複区間内）
  - 明石大橋（明石川、明石市、国道2号重複区間内）
  - 林崎橋（山陽本線（JR神戸線）、明石市、国道2号重複区間内）
  - 藤江大橋（明石市）
  - 谷八木大橋（谷八木川、明石市）
  - 赤根川大橋（赤根川、明石市）
  - 大見橋（瀬戸川、明石市）
  - 喜瀬大橋（喜瀬川、加古郡播磨町）
  - 播州大橋（加古川、加古川市 - 高砂市）
  - 竜山大橋（法華山谷川、高砂市）
  - 住吉橋（天川、高砂市）
  - 巽橋（西浜川、高砂市 - 姫路市）
  - 新昭和橋（八家川、姫路市）
  - 松原橋（中村川、姫路市）
  - 市川浜手大橋（市川、姫路市）
  - 葛磨大橋（野田川、姫路市）
  - 思案橋（船場川、姫路市）
  - 西浜橋（水尾川、姫路市）
  - 汐見橋（夢前川、姫路市）
  - 吾妻橋（汐入川、姫路市）
  - 大津茂橋（大津茂川、姫路市）
  - 網干大橋（揖保川、姫路市）
  - 新中川橋（中川、姫路市 - たつの市）
  - 舞子橋（たつの市）
  - 野瀬橋（亀ノ尾川、相生市）
  - 大谷橋（大谷川、相生市）
  - 相生大橋（相生市）
  - 工和橋（佐方川、相生市）
  - 坂越大橋（千種川、赤穂市）
  - 朝日橋（加里屋川、赤穂市）
  - 塩屋橋（塩屋川、赤穂市）
  - 石ヶ崎橋（大津川、赤穂市）
- 岡山県
  - 新佐衛門橋（石谷川、備前市）
  - 河内橋（備前市）
  - 相逢橋（西谷川、備前市）
  - 穂浪橋（伊里川、備前市）
  - 富田橋（大渕川、備前市）
  - 桜橋（弁天川、備前市）
  - 観音橋（備前市 - 瀬戸内市、国道2号重複区間内）
  - 船山橋（瀬戸内市、国道2号重複区間内）
  - 備前大橋（吉井川、瀬戸内市 - 岡山市東区、国道2号重複区間内）
  - 倉安橋（倉安川、岡山市東区）
  - 古川橋（大前田川、岡山市東区）
  - 浮橋（新田尻川、岡山市東区）
  - 淡島橋（秋芳川、岡山市東区）
  - 砂川橋（砂川、岡山市東区）
  - 倉安橋（倉安川、岡山市東区）
  - 亀尻橋（岡山市東区）
  - 小土手橋（岡山市東区）
  - 庄内橋（庄内川、岡山市東区）
  - 倉安橋（倉安川、岡山市東区）
  - 百間川橋（百間川、岡山市中区）
  - 三勲橋（御成川、岡山市中区）
  - 新京橋（旭川、岡山市中区 - 岡山市北区）

#### トンネル
- 兵庫県
  - 舞子トンネル：延長345 m、1997年（平成9年）竣工、神戸市垂水区（国道2号重複区間内）

#### 道の駅
- 兵庫県
  - みつ（たつの市）
  - あいおい白龍城（相生市）

## 地理

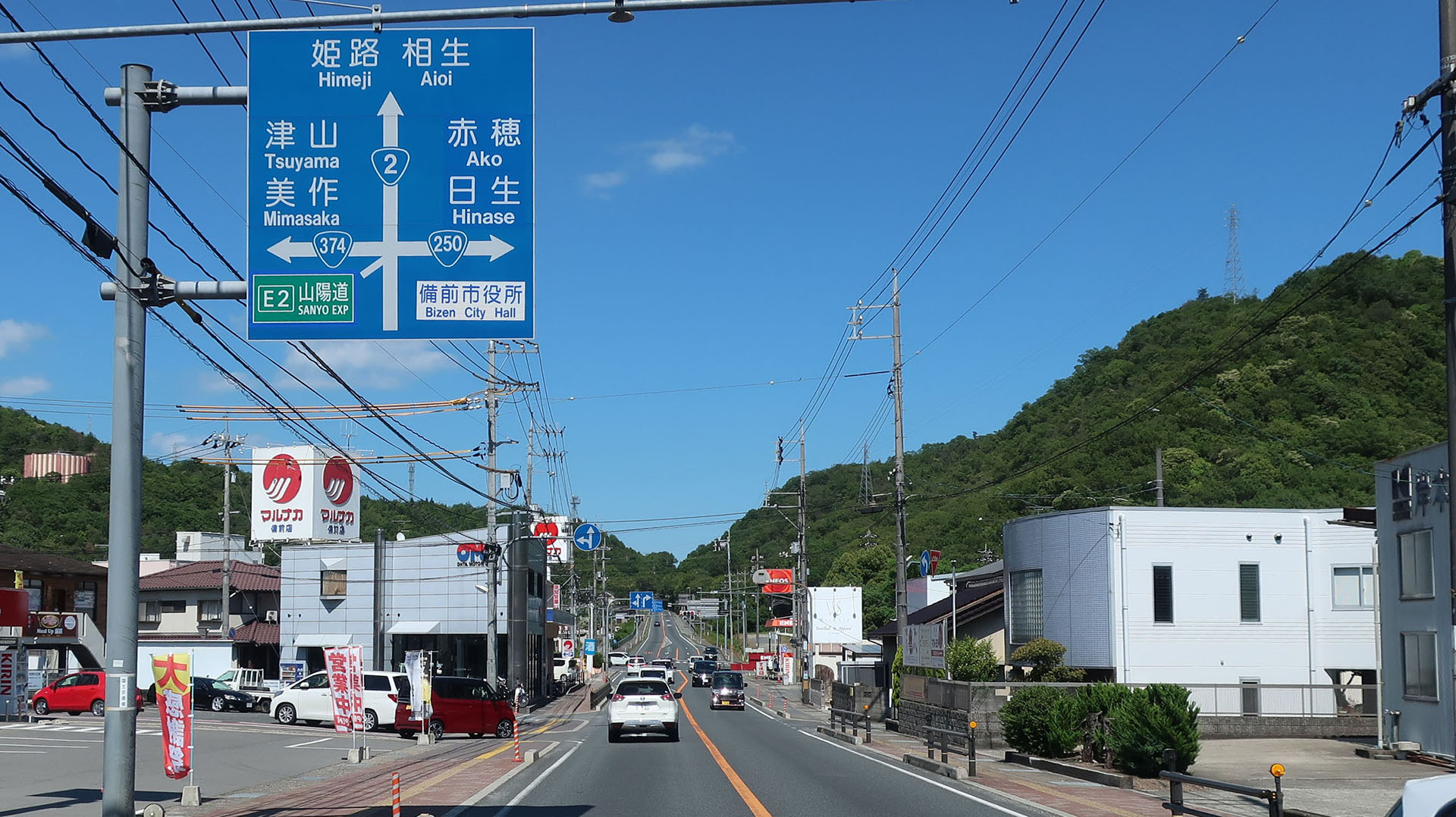
国道374号との交差
岡山県備前市伊部

### 通過する自治体
- 兵庫県
  - 神戸市（長田区 - 須磨区 - 垂水区） - 明石市 - 加古郡播磨町 - 加古川市 - 高砂市 - 姫路市 - 高砂市 - 姫路市 - たつの市 - 相生市 - 赤穂市
- 岡山県
  - 備前市 - 瀬戸内市 - 岡山市（東区 - 中区 - 北区）

### 交差する道路
| 交差する道路                                                                                       | 都道府県名 | 市町村名 | 市町村名 | 交差する場所           | 交差する場所           |
| -------------------------------------------------------------------------------------------------- | ---------- | -------- | -------- | ---------------------- | ---------------------- |
| 国道2号 重複区間起点 国道28号 重複区間起点                                                         | 兵庫県     | 神戸市   | 長田区   | 東尻池3丁目            | 東尻池交差点 / 起点    |
| 阪神高速3号神戸線                                                                                  | 兵庫県     | 神戸市   | 須磨区   | 古川町4丁目            | 3-23 若宮出入口        |
| 阪神高速3号神戸線                                                                                  | 兵庫県     | 神戸市   | 須磨区   | 若宮町1丁目            | 3-23 若宮出入口        |
| 兵庫県道199号須磨停車場線                                                                          | 兵庫県     | 神戸市   | 須磨区   | 須磨浦通4丁目          | 須磨駅前交差点         |
| 兵庫県道488号長坂垂水線                                                                            | 兵庫県     | 神戸市   | 垂水区   | 平磯1丁目              | 福田川交差点           |
| 兵庫県道200号垂水停車場線                                                                          | 兵庫県     | 神戸市   | 垂水区   | 宮本町                 | 垂水駅前交差点         |
| 兵庫県道487号平野舞子停車場線                                                                      | 兵庫県     | 神戸市   | 垂水区   | 東舞子町               | 舞子駅前交差点         |
| 国道28号 重複区間終点                                                                              | 兵庫県     | 明石市   | 明石市   | 大蔵海岸通1丁目        | 狩口交差点             |
| 兵庫県道366号有瀬大蔵線                                                                            | 兵庫県     | 明石市   | 明石市   | 大蔵町                 | 黒橋下交差点           |
| 兵庫県道16号明石神戸宝塚線 兵庫県道52号小部明石線 兵庫県道718号明石高砂線                          | 兵庫県     | 明石市   | 明石市   | 大明石町1丁目          | 大明石町1丁目交差点    |
| 国道175号 国道427号 兵庫県道377号野村明石線                                                        | 兵庫県     | 明石市   | 明石市   | 和坂稲荷町             | 和坂交差点             |
| 兵庫県道232号西明石停車場線                                                                        | 兵庫県     | 明石市   | 明石市   | 小久保2丁目            | 西明石駅前交差点       |
| 国道2号 重複区間終点 兵庫県道21号神戸明石線                                                        | 兵庫県     | 明石市   | 明石市   | 小久保2丁目            | 小久保交差点           |
| 兵庫県道380号江井ヶ島大久保停車場線 重複区間起点                                                   | 兵庫県     | 明石市   | 明石市   | 大久保町江井島         | 皿池交差点             |
| 兵庫県道380号江井ヶ島大久保停車場線 重複区間終点                                                   | 兵庫県     | 明石市   | 明石市   | 大久保町江井島         | 谷池交差点             |
| 兵庫県道379号岩岡魚住線                                                                            | 兵庫県     | 明石市   | 明石市   | 魚住町中尾             | 中尾北交差点           |
| 兵庫県道554号姫路明石自転車道線 重複区間起点                                                       | 兵庫県     | 明石市   | 明石市   | 魚住町西岡             |                        |
| 兵庫県道554号姫路明石自転車道線 重複区間終点                                                       | 兵庫県     | 明石市   | 明石市   | 二見町西二見           |                        |
| 兵庫県道208号二見港土山線                                                                          | 兵庫県     | 明石市   | 明石市   | 二見町西二見           | 山口の西交差点         |
| 兵庫県道382号本荘平岡線 重複区間起点                                                               | 兵庫県     | 加古郡   | 播磨町   | 西野添2丁目            | 瓜生交差点             |
| 兵庫県道382号本荘平岡線 重複区間終点 兵庫県道553号別府平岡線                                       | 兵庫県     | 加古郡   | 播磨町   | 北古田1丁目            | 古田交差点             |
| 兵庫県道383号上荘別府線                                                                            | 兵庫県     | 加古川市 | 加古川市 | 平岡町一色             | 壱丁田交差点           |
| 兵庫県道129号別府港加古川停車場線 重複区間起点                                                     | 兵庫県     | 加古川市 | 加古川市 | 尾上町安田             | 安田東交差点           |
| 兵庫県道129号別府港加古川停車場線 重複区間終点 兵庫県道386号野口尾上線                             | 兵庫県     | 加古川市 | 加古川市 | 尾上町安田             | 安田交差点             |
| 兵庫県道209号鶴林寺線                                                                              | 兵庫県     | 加古川市 | 加古川市 | 加古川町北在家         | 鶴林寺前交差点         |
| 兵庫県道19号加古川高砂線                                                                           | 兵庫県     | 加古川市 | 加古川市 | 尾上町今福             | 今福西交差点           |
| 兵庫県道554号姫路明石自転車道線 重複区間起点                                                       | 兵庫県     | 加古川市 | 加古川市 | 加古川町友沢           |                        |
| 兵庫県道79号高砂加古川加西線 兵庫県道554号姫路明石自転車道線 重複区間終点                          | 兵庫県     | 高砂市   | 高砂市   | 米田町古新             | [ 注釈 5 ]             |
| 兵庫県道43号高砂北条線                                                                             | 兵庫県     | 高砂市   | 高砂市   | 米田町古新             | 古新西交差点           |
| 兵庫県道391号伊保宝殿停車場線 重複区間起点                                                         | 兵庫県     | 高砂市   | 高砂市   | 竜山1丁目              | 竜山大橋西詰交差点     |
| 兵庫県道391号伊保宝殿停車場線 重複区間終点 兵庫県道392号伊保阿弥陀線                               | 兵庫県     | 高砂市   | 高砂市   | 竜山2丁目              | 竜山交差点             |
| 国道2号 / 姫路バイパス 重複区間起点 兵庫県道395号曽根魚橋線                                        | 兵庫県     | 高砂市   | 高砂市   | 中筋2丁目              | 中筋交差点             |
| 国道2号 / 姫路バイパス 重複区間終点 兵庫県道555号曽根阿弥陀線 重複区間起点                         | 兵庫県     | 高砂市   | 高砂市   | 中筋1丁目              | 高砂ランプ             |
| 兵庫県道555号曽根阿弥陀線 重複区間終点 兵庫県道718号明石高砂線                                     | 兵庫県     | 高砂市   | 高砂市   | 曽根町                 | 曽根交差点             |
| 兵庫県道399号大塩別所線 重複区間起点                                                               | 兵庫県     | 姫路市   | 姫路市   | 大塩町                 | 大塩駅前交差点         |
| 兵庫県道399号大塩別所線 重複区間終点                                                               | 兵庫県     | 高砂市   | 高砂市   | 北浜町西浜             | 西浜東交差点           |
| 兵庫県道552号北原八家線                                                                            | 兵庫県     | 姫路市   | 姫路市   | 八家（）               | 八家交差点             |
| 兵庫県道551号国分寺白浜線                                                                          | 兵庫県     | 姫路市   | 姫路市   | 白浜町宇佐崎中2丁目    | [ 注釈 6 ]             |
| 兵庫県道402号白浜姫路停車場線                                                                      | 兵庫県     | 姫路市   | 姫路市   | 白浜町                 | 新開公園西交差点       |
| 兵庫県道401号中島姫路停車場線 兵庫県道516号姫路環状線 重複区間起点                                 | 兵庫県     | 姫路市   | 姫路市   | 飾磨区中島             | 市川浜手大橋西交差点   |
| 兵庫県道540号飾磨港線                                                                              | 兵庫県     | 姫路市   | 姫路市   | 飾磨区中島             | 中島交差点             |
| 兵庫県道62号姫路港線 / 産業道路                                                                    | 兵庫県     | 姫路市   | 姫路市   | 飾磨区細江             | 宮堀橋交差点           |
| 国道436号                                                                                          | 兵庫県     | 姫路市   | 姫路市   | 飾磨区細江             | 末広橋交差点           |
| 兵庫県道516号姫路環状線 重複区間終点                                                               | 兵庫県     | 姫路市   | 姫路市   | 飾磨区加茂南           | 思案橋交差点           |
| 兵庫県道414号田寺今在家線                                                                          | 兵庫県     | 姫路市   | 姫路市   | 飾磨区今在家           | 今在家交差点           |
| 兵庫県道502号英賀保停車場線                                                                        | 兵庫県     | 姫路市   | 姫路市   | 広畑区夢前町1丁目      | 夢前町1丁目交差点      |
| 兵庫県道419号才広畑線                                                                              | 兵庫県     | 姫路市   | 姫路市   | 広畑区吾妻町2丁目      | 吾妻町2丁目交差点      |
| 兵庫県道421号大江島太子線                                                                          | 兵庫県     | 姫路市   | 姫路市   | 網干区大江島（）古川町 | 大江島（）交差点       |
| 兵庫県道222号網干港線                                                                              | 兵庫県     | 姫路市   | 姫路市   | 網干区新在家           | 山電網干駅前交差点     |
| 兵庫県道27号太子御津線 重複区間起点 兵庫県道29号網干たつの線                                       | 兵庫県     | 姫路市   | 姫路市   | 網干区余子浜（）       | 網干大橋東交差点       |
| 兵庫県道503号姫路木材港線                                                                          | 兵庫県     | 姫路市   | 姫路市   | 網干区浜田             | 浜田変電所前交差点     |
| 兵庫県道133号網干停車場新舞子線 重複区間起点                                                       | 兵庫県     | たつの市 | たつの市 | 御津町苅屋             | 苅屋交差点             |
| 兵庫県道27号太子御津線 重複区間終点 兵庫県道133号網干停車場新舞子線 重複区間終点                   | 兵庫県     | たつの市 | たつの市 | 御津町釜屋             | 新舞子入口交差点       |
| 兵庫県道442号岩見揖保川線                                                                          | 兵庫県     | たつの市 | たつの市 | 御津町岩見             |                        |
| 兵庫県道64号相生停車場線                                                                           | 兵庫県     | 相生市   | 相生市   | 旭1丁目                | ポート公園前交差点     |
| 兵庫県道568号相生壷根公園線                                                                        | 兵庫県     | 相生市   | 相生市   | 千尋町                 | 相生産業高校交差点     |
| 兵庫県道459号周世尾崎線                                                                            | 兵庫県     | 赤穂市   | 赤穂市   | 高野（）               | 坂越大橋東詰交差点     |
| 兵庫県道・岡山県道90号赤穂佐伯線 重複区間起点                                                      | 兵庫県     | 赤穂市   | 赤穂市   | 浜市                   | 坂越大橋西詰交差点     |
| 兵庫県道・岡山県道90号赤穂佐伯線 重複区間終点 兵庫県道227号坂越停車場線                            | 兵庫県     | 赤穂市   | 赤穂市   | 砂子（）               | 坂越橋西交差点         |
| 兵庫県道32号坂越御崎加里屋線                                                                       | 兵庫県     | 赤穂市   | 赤穂市   | 駅前町                 | 赤穂駅前中交差点       |
| 兵庫県道229号赤穂港線                                                                              | 兵庫県     | 赤穂市   | 赤穂市   | 加里屋                 | 新町交差点             |
| 岡山県道・兵庫県道96号岡山赤穂線                                                                   | 兵庫県     | 赤穂市   | 赤穂市   | 新田                   | 新田交差点             |
| 岡山県道397号寒河本庄岡山線 / 岡山ブルーライン                                                     | 岡山県     | 備前市   | 備前市   | 日生町寒河（）         |                        |
| 岡山県道260号八木山日生線                                                                          | 岡山県     | 備前市   | 備前市   | 日生町日生             |                        |
| 岡山県道397号寒河本庄岡山線 / 岡山ブルーライン                                                     | 岡山県     | 備前市   | 備前市   | 穂浪                   | 備前IC                 |
| 岡山県道261号穂浪吉永停車場線                                                                      | 岡山県     | 備前市   | 備前市   | 穂浪                   |                        |
| 岡山県道39号備前牛窓線                                                                             | 岡山県     | 備前市   | 備前市   | 浦伊部（）             | 松本橋交差点           |
| 岡山県道425号磯上備前線                                                                            | 岡山県     | 備前市   | 備前市   | 浦伊部                 |                        |
| 国道2号 重複区間起点 国道374号 国道484号                                                           | 岡山県     | 備前市   | 備前市   | 伊部                   | 伊部東交差点           |
| 岡山県道381号牛文香登本線                                                                          | 岡山県     | 備前市   | 備前市   | 香登本（）             | 香登交差点             |
| 岡山県道69号西大寺備前線                                                                           | 岡山県     | 備前市   | 備前市   | 畠田                   | 二ノ樋交差点           |
| 岡山県道79号佐伯長船線                                                                             | 岡山県     | 瀬戸内市 | 瀬戸内市 | 長船町長船             | 長船交差点             |
| 岡山県道264号福里八日市線 岡山県道464号服部射越線 重複区間起点                                     | 岡山県     | 瀬戸内市 | 瀬戸内市 | 長船町長船             | 八日市交差点           |
| 岡山県道464号服部射越線 重複区間終点                                                               | 岡山県     | 瀬戸内市 | 瀬戸内市 | 長船町八日市           | 備前大橋東交差点       |
| 岡山県道252号万富吉井線                                                                            | 岡山県     | 岡山市   | 東区     | 吉井                   | 吉井交差点             |
| 岡山県道221号一日市瀬戸線                                                                          | 岡山県     | 岡山市   | 東区     | 一日市（）             | 一日市交差点           |
| 国道2号 重複区間終点                                                                               | 岡山県     | 岡山市   | 東区     | 浅川                   | 浅川ランプ             |
| 岡山県道37号西大寺山陽線                                                                           | 岡山県     | 岡山市   | 東区     | 東平島                 | 東平島交差点           |
| 岡山県道220号沼瀬戸線                                                                              | 岡山県     | 岡山市   | 東区     | 沼                     | 沼交差点               |
| 岡山県道83号飯井宿線                                                                               | 岡山県     | 岡山市   | 東区     | 古都宿（）             | 岡山市東区古都宿交差点 |
| 岡山県道・兵庫県道96号岡山赤穂線 / 岡山環状道路未供用 岡山県道383号九蟠東岡山停車場線 重複区間起点 | 岡山県     | 岡山市   | 東区     | 宍甘（）               | 宍甘交差点             |
| 岡山県道・兵庫県道96号岡山赤穂線 / 岡山環状道路未供用 岡山県道383号九蟠東岡山停車場線 重複区間起点 | 岡山県     | 岡山市   | 中区     | 下                     | 宍甘交差点             |
| 岡山県道81号東岡山御津線 岡山県道383号九蟠東岡山停車場線 重複区間終点                              | 岡山県     | 岡山市   | 中区     | 下                     | 長岡交差点             |
| 岡山市道101000121号土田下線                                                                        | 岡山県     | 岡山市   | 中区     | 下                     | [ 注釈 8 ]             |
| 岡山県道・兵庫県道96号岡山赤穂線 / 本線 岡山県道219号原藤原線                                      | 岡山県     | 岡山市   | 中区     | 藤原西町1丁目          | 百間川橋交差点         |
| 岡山県道402号原尾島番町線                                                                          | 岡山県     | 岡山市   | 中区     | 原尾島2丁目            | 原尾島交差点           |
| 岡山県道28号岡山牛窓線 重複区間起点 岡山県道45号岡山玉野線                                         | 岡山県     | 岡山市   | 中区     | 門田屋敷1丁目          |                        |
| 岡山県道28号岡山牛窓線 重複区間終点                                                                | 岡山県     | 岡山市   | 中区     | 門田屋敷5丁目          |                        |
| 岡山県道213号福島橋本線                                                                            | 岡山県     | 岡山市   | 北区     | 京橋南町               | [ 注釈 10 ]            |
| 岡山県道27号岡山吉井線                                                                             | 岡山県     | 岡山市   | 北区     | 表町3丁目              | 新京橋西交差点         |
| 国道30号 国道53号 国道180号 岡山県道21号岡山児島線                                                 | 岡山県     | 岡山市   | 北区     | 東中央町               | 大雲寺交差点 / 終点    |

### 交差する鉄道
- 山陽本線
- 山陽電気鉄道本線
- 山陽新幹線
- 赤穂線

## ギャラリー

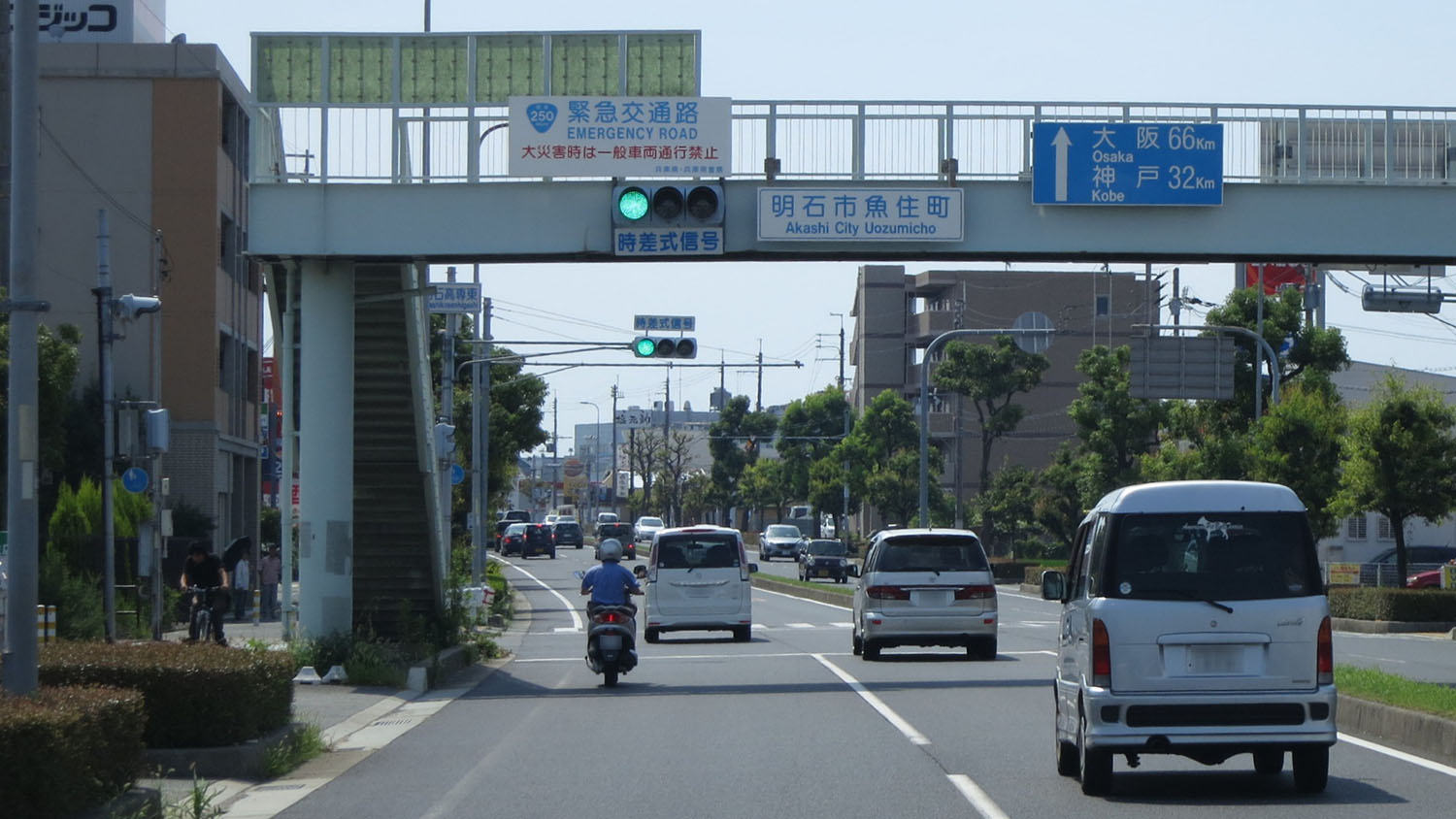
兵庫県明石市魚住町
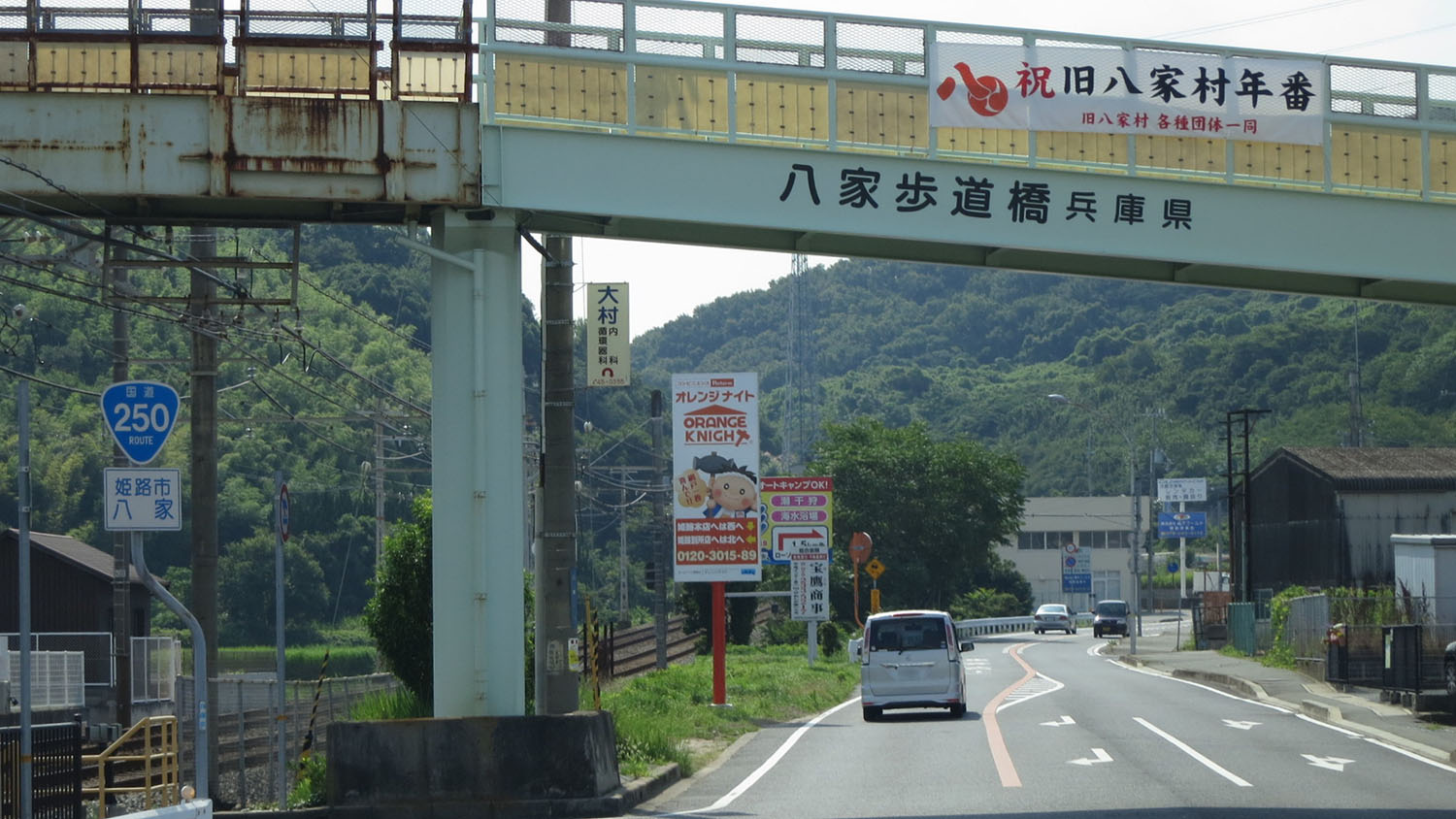
兵庫県姫路市八家
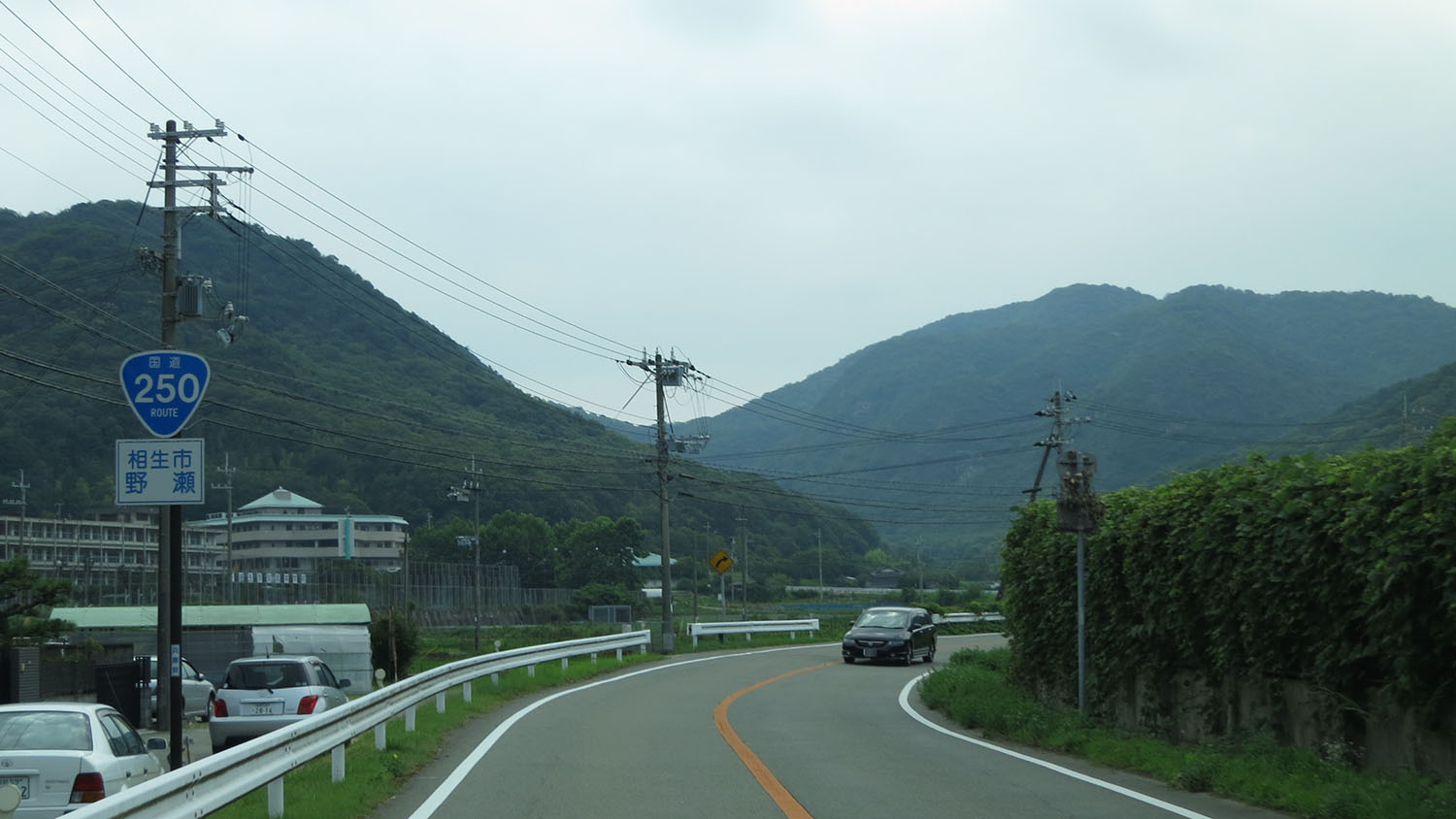
兵庫県相生市野瀬
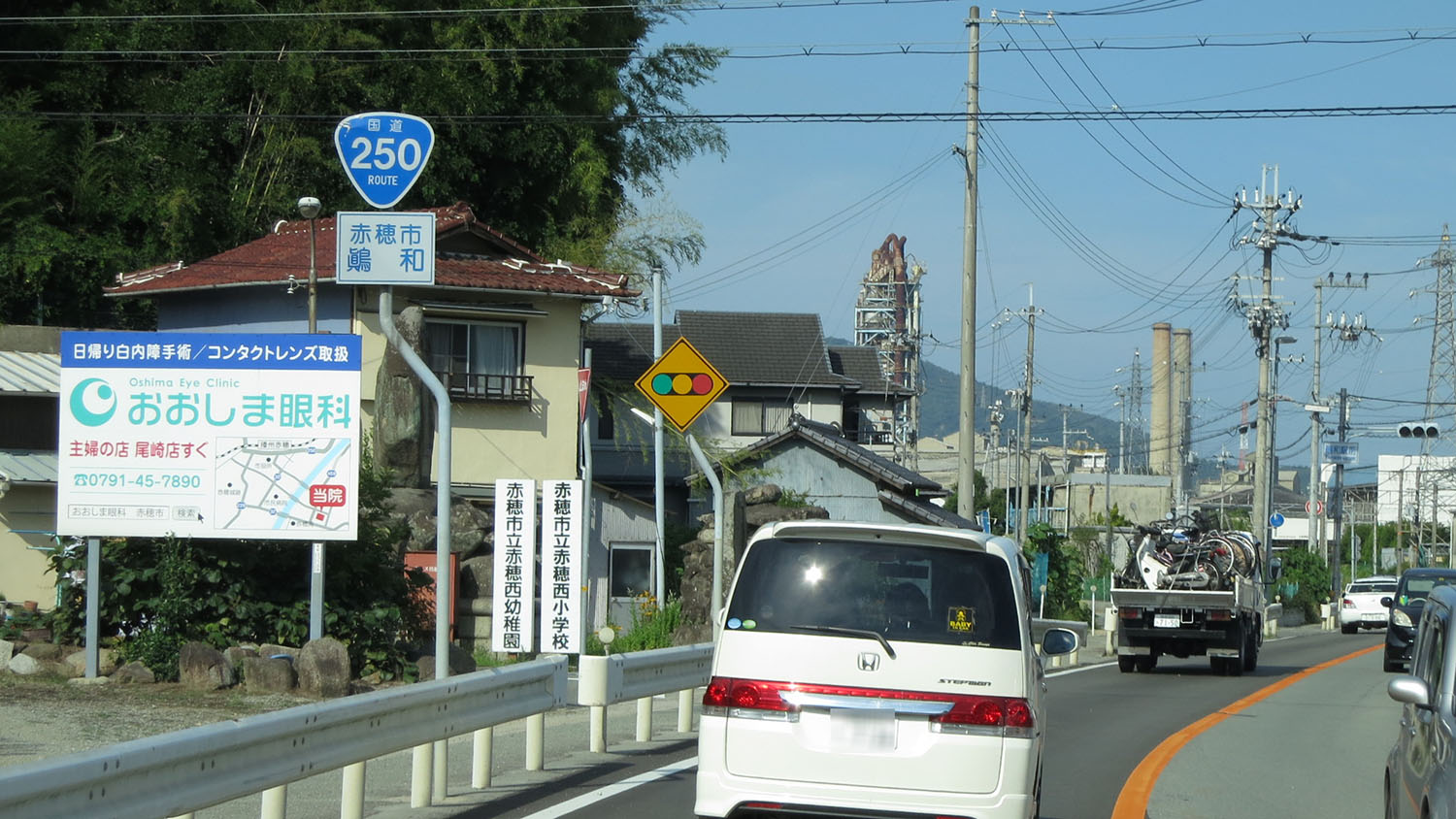
兵庫県赤穂市鷏和
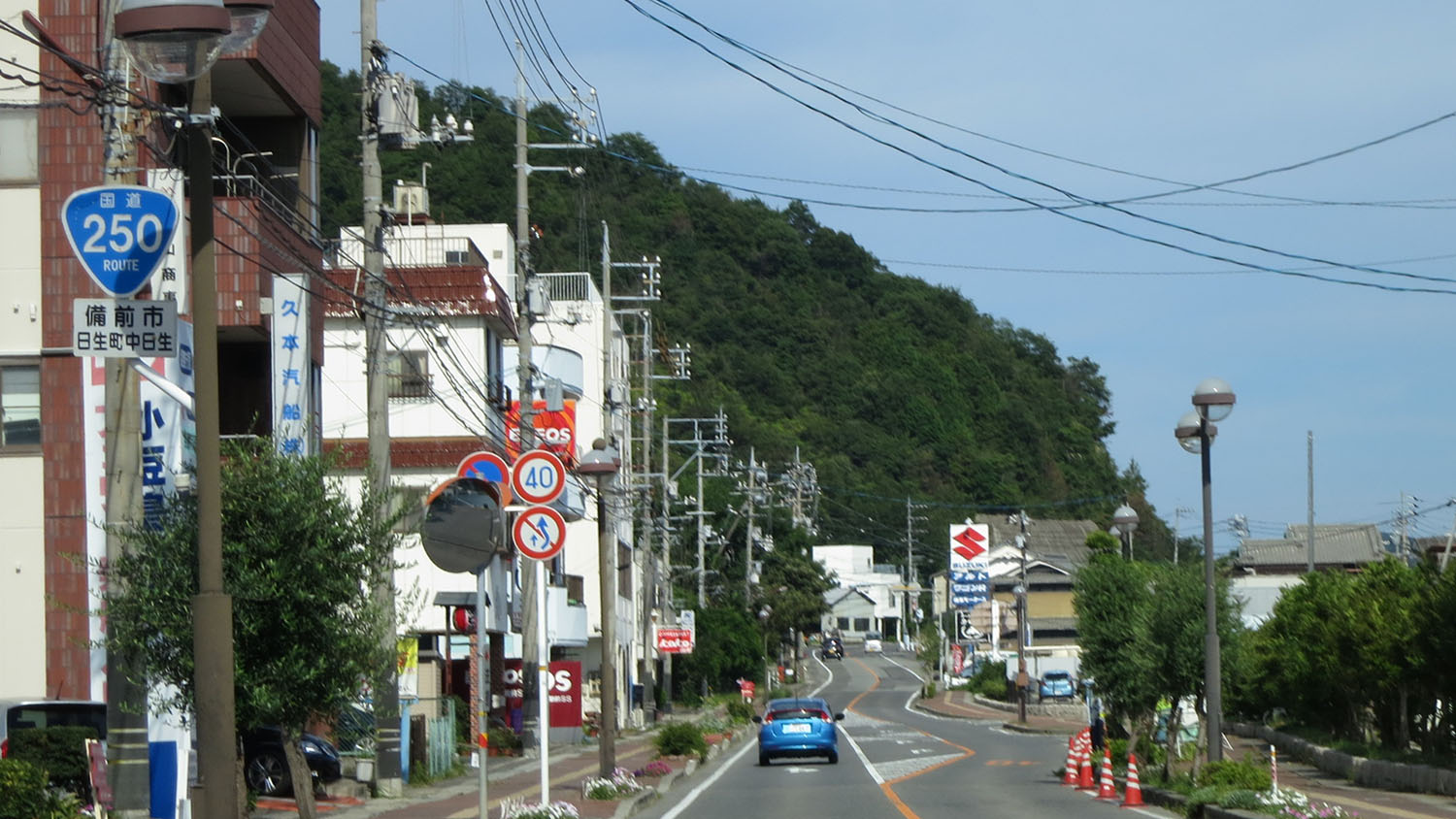
岡山県備前市日生町寒河
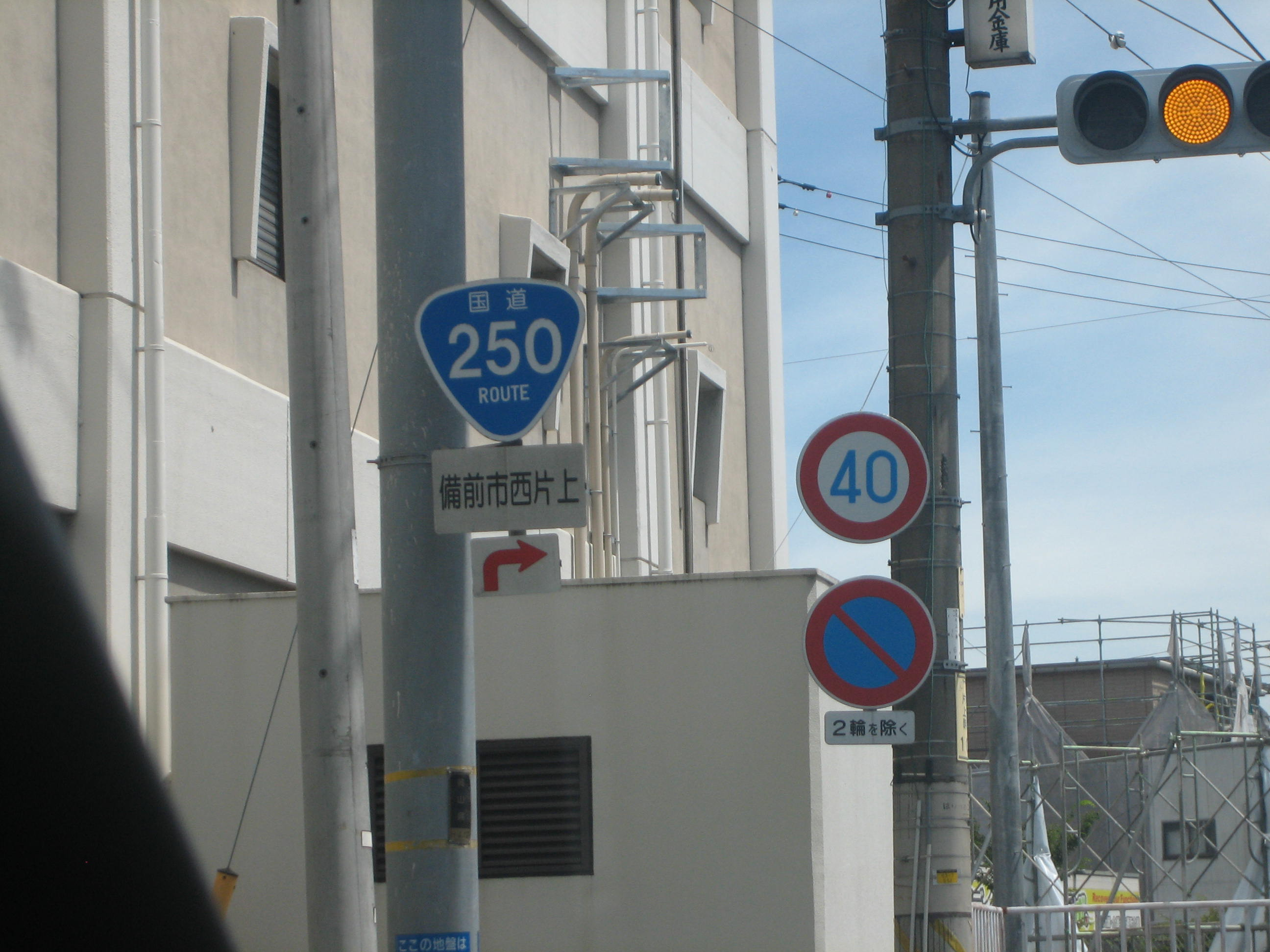
岡山県備前市西片上
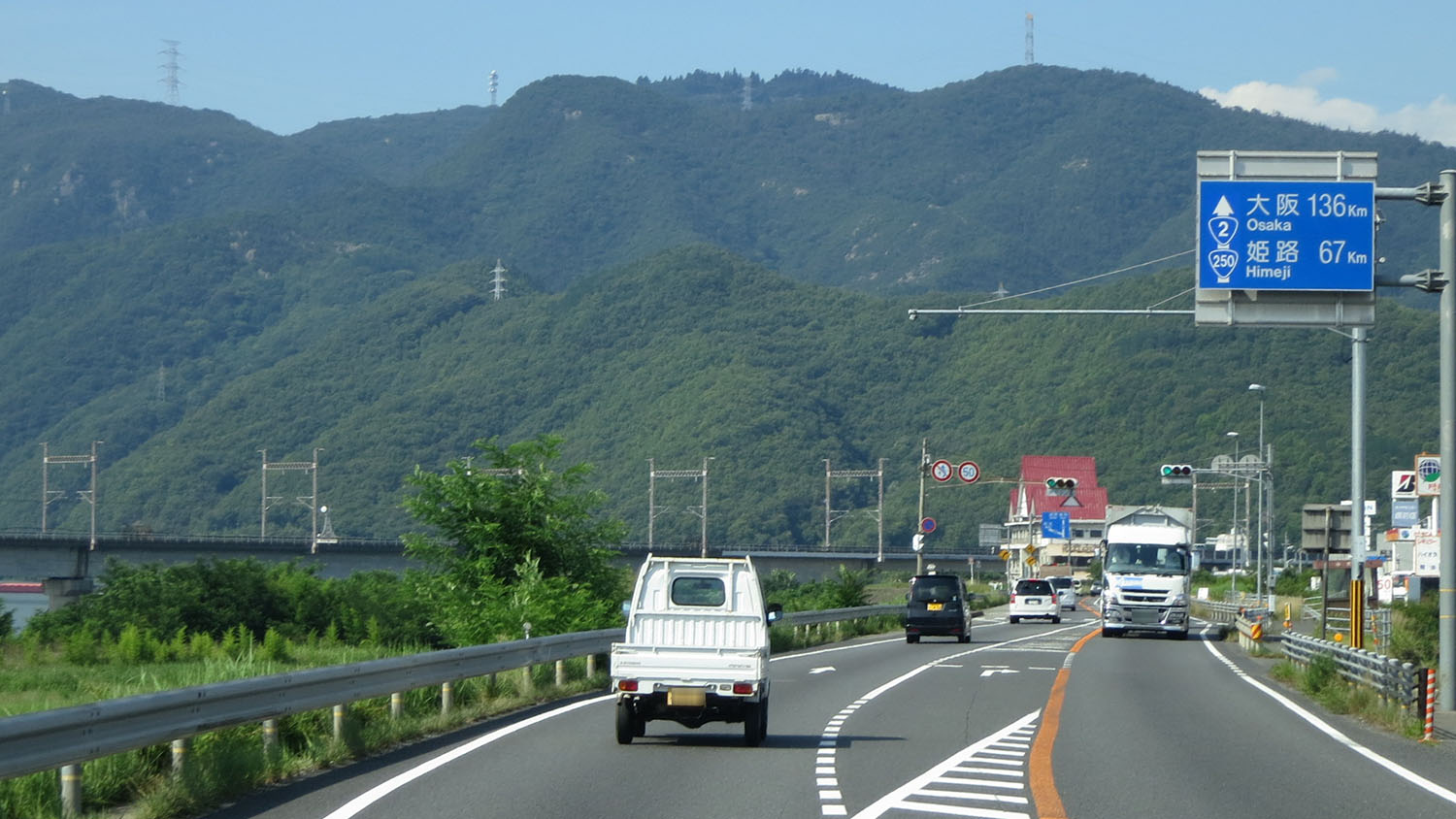
国道2号との重複 岡山県瀬戸内市長船町
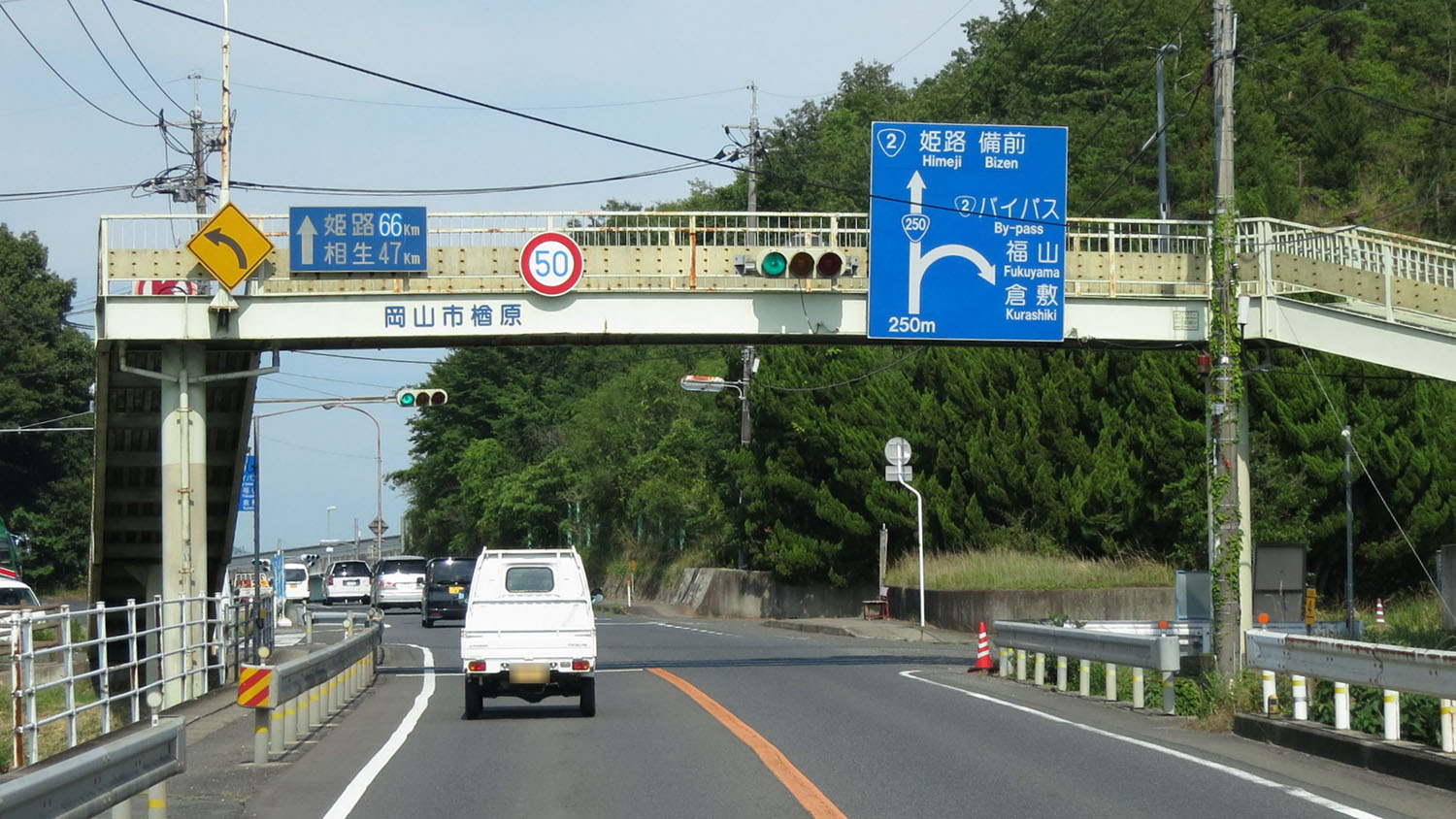
岡山県岡山市東区楢原
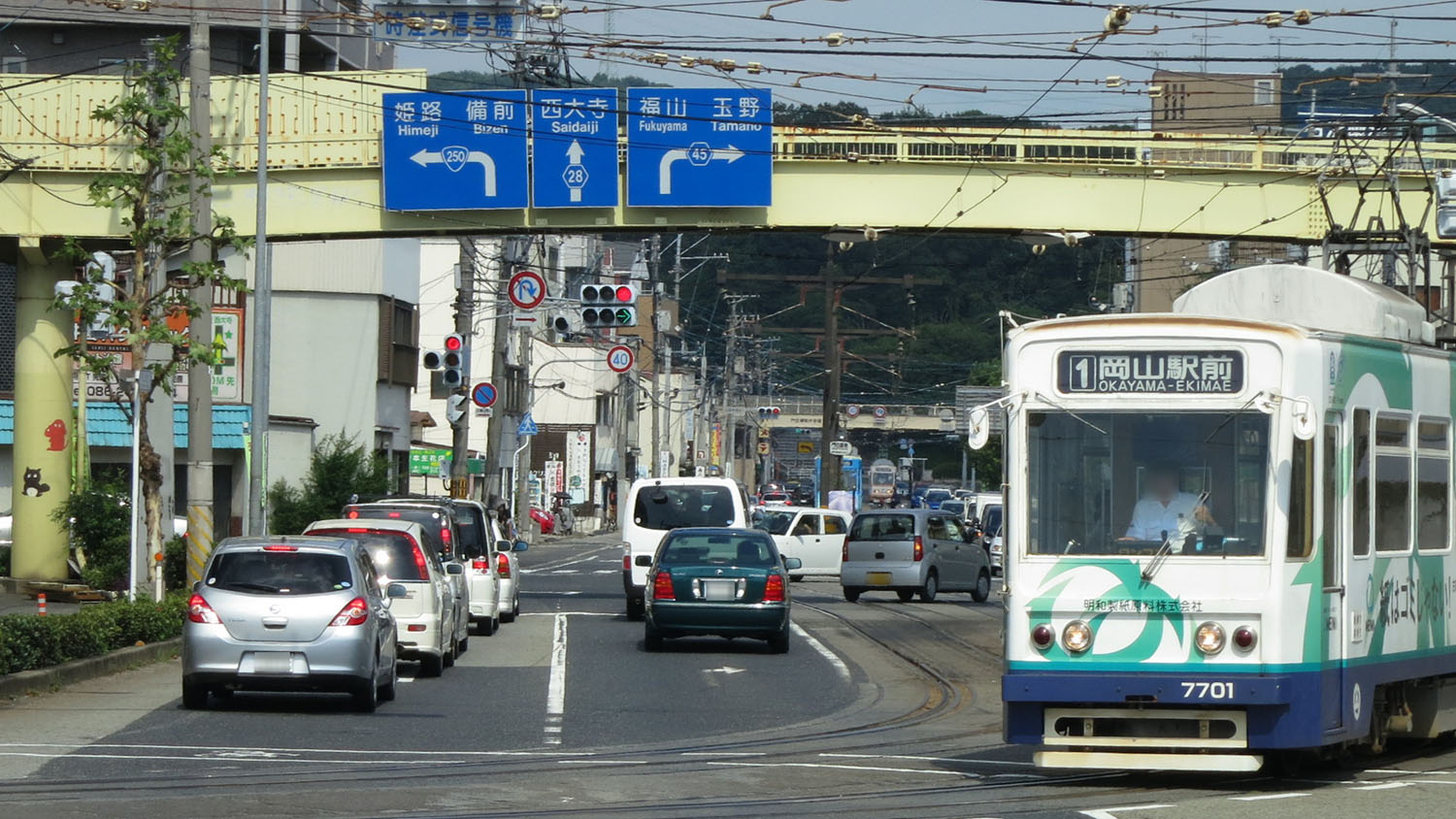
岡山県岡山市中区